# بيتر دوران
بيتر دوران (بالإنجليزية: Peter Doran)‏ هو عالم الأرض ‏ أمريكي، ولد في 1950.